# Іллінівська сільська територіальна громада
Іллінівська сільська територіальна громада — територіальна громада в Україні, в Краматорському районі Донецької області. Адміністративний центр — село Іллінівка.
Площа громади — 526,22 км², населення — 9366 мешканців (2018).
Утворена 2 серпня 2016 року шляхом об'єднання Артемівської, Зорянської, Іллічівської, Катеринівської, Новополтавської, Олександро-Калинівської, Полтавської, Правдівської та Тарасівської сільських рад Костянтинівського району.

## Населені пункти
До складу громади входять 25 населених пунктів — 5 селищ: Бересток, Довга Балка, Зоря, Клебан-Бик, Розкішне і 20 сіл: Березівка, Водяне Друге, Гнатівка, Зелене Поле, Іллінівка, Калинове, Катеринівка, Нова Полтавка, Новооленівка, Олександро-Калинове, Олександропіль, Плещіївка, Полтавка, Попів Яр, Романівка, Русин Яр, Стара Миколаївка, Степанівка, Тарасівка, Яблунівка.